# 気象庁地磁気観測所
気象庁地磁気観測所（きしょうちょうちじきかんそくしょ）は、茨城県石岡市柿岡にある気象庁に所属する施設等機関である。

## 概要

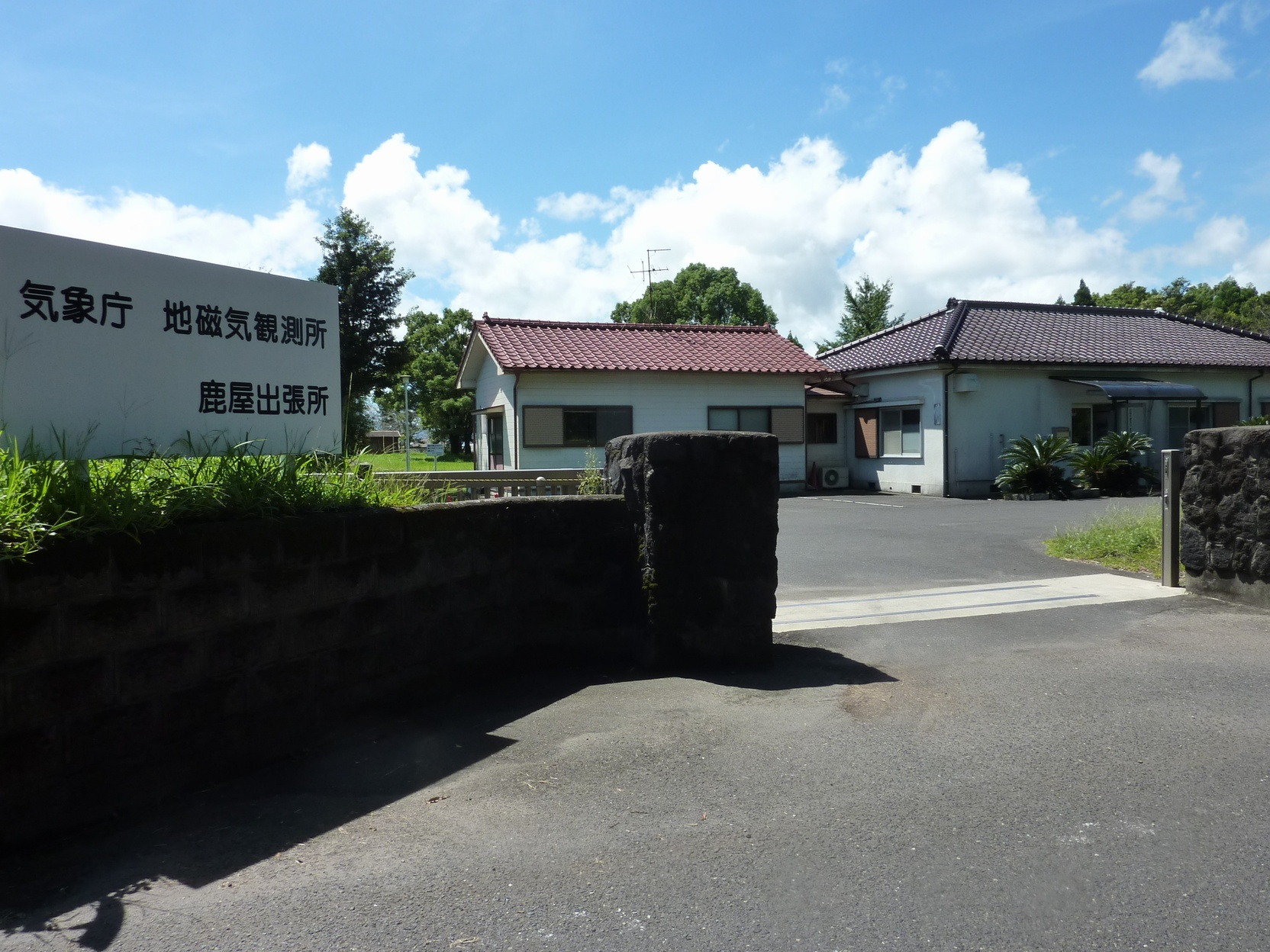
鹿屋出張所

地球磁気・地球電気に関する観測および調査を行う機関である。先述した柿岡のほか、北海道網走郡大空町に女満別観測施設、鹿児島県鹿屋市に鹿屋観測施設、東京都小笠原村父島にも常時観測点を置いているが、柿岡以外は無人観測である。

## 沿革
- 1883年（明治16年）：前年からの第1回国際極年観測に協力するため、内務省地理局と工部省電信局により東京府東京市赤坂区今井町（現・東京都港区赤坂）に臨時観測所として開設。
- 1897年（明治30年）：麹町区（現・千代田区）代官町に開設された中央気象台（現・気象庁）構内に移転し、本格的観測を開始。
- 1912年（明治45年）：茨城県新治郡柿岡町（のちの同郡八郷町を経て、今の石岡市）に移転し、翌年から観測開始[1][注釈 1]。
- 1920年（大正9年） : 中央気象台付属柿岡地磁気観測所になった[1]。
- 1932年（昭和7年）：第2回国際極年観測に参加。樺太豊原市（現・ユジノサハリンスク）に豊原地磁気観測所を開設。
- 1946年（昭和21年）：敗戦のためソビエト連邦に占領された豊原地磁気観測所を廃止し、北海道空知郡南富良野村（現・南富良野町）に幾寅地磁気観測所を開設。福島県相馬郡原町（現・南相馬市）に原ノ町地電流観測所を開設。
- 1948年（昭和23年）：鹿屋出張所を開設。
- 1949年（昭和24年）：原ノ町地電流観測所を出張所に組織変更。9月に幾寅地磁気観測所女満別分室を開設。11月に幾寅地磁気観測所を廃止。女満別分室は出張所となる。
- 1957年（昭和32年）：国際地球観測年に参加。原ノ町出張所を廃止。
- 1972年（昭和47年）：父島に無人の常時観測点を設置。
- 1973年（昭和48年）：地球を取り巻く赤道環電流の強さを表す指数（Dst指数）を決定するための世界で4か所の地磁気観測所[注釈 2]に指定。
- 1984年（昭和59年）：気象庁の付属機関から施設等機関に変更。
- 2011年（平成23年）：女満別出張所・鹿屋出張所を無人の観測施設に変更[4]。
- 2021年（令和3年）：およそ90年間行われた大気電場（空中電気）と地電流の観測が終了[5]。

## 組織
- 総務課（省令第77条）
- 技術課
- 観測課

## 地磁気観測に影響を与える問題
電気が流れるとき、「右ねじの法則」により磁気が発生する。直流は、交流と比較すると、漏洩電流が遠くまで伝わる。また、交流で電化された電気鉄道は饋電（きでん）方式の工夫により漏洩電流の発生を抑えることができる一方、直流電化は特別な対策を行わない限り漏洩電流が大きい。そのため、直流電気鉄道が近傍にあると磁気（ビオ・サバールの法則）により地磁気観測に悪影響が発生する。
そのため、東京市で鉄道・軌道の直流電化が大きく進展しはじめたことが、1913年（大正2年）に茨城県新治郡柿岡町（後に合併し新治郡八郷町を経て石岡市）へ移転した理由の一つでもある。
戦後、電気事業法に基づく「電気設備に関する技術基準を定める省令」が施行された。これには地磁気観測所周辺での鉄道の電化について細かく規制されており、基本的に観測所を中心に半径30 km以内で周囲電化する場合は、原則的に交流電化もしくは観測に影響を出さない対策を施した上での直流電化が義務付けられている。

### 観測所付近の鉄道電化

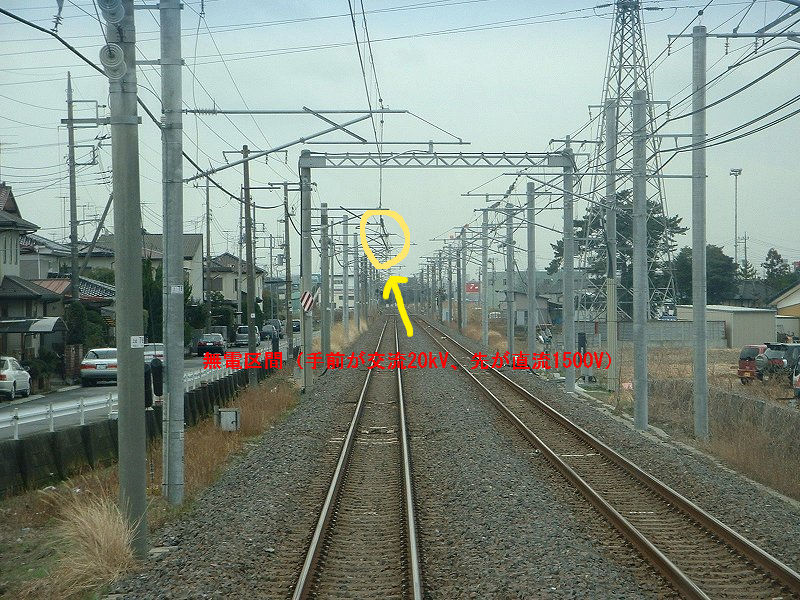
JR常磐線藤代駅付近のデッドセクション

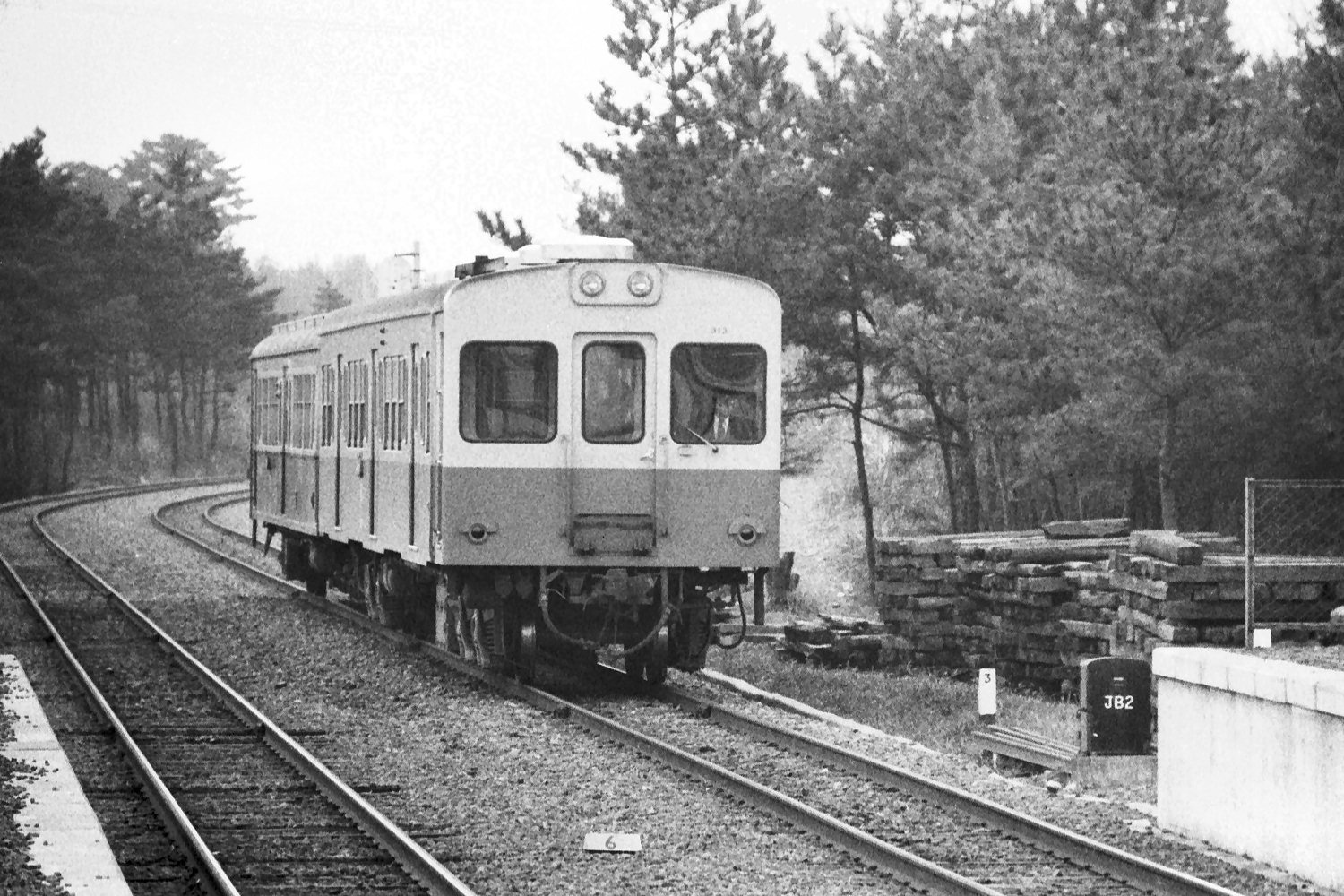
電化を断念した関東鉄道常総線（1978年撮影）

1928年（昭和3年）、鹿島参宮鉄道鹿島線が直流電化が前提という制約のため電化計画を断念した。また、翌年に開業した水戸電気鉄道は、電気鉄道の認可が下りず断念、気動車（ガソリンカー）と蒸気機関車での運行となるなど、柿岡においても鉄道電化への支障が生じ始めていた。
1949年（昭和24年）、日本国有鉄道（国鉄→現・JR東日本）常磐線が取手まで直流電化されたが、取手以北の電化については当観測所に与える影響もあり、しばらくは進展のない状態であった。観測所の移転計画も検討されたものの、同一地点での連続観測に意義があることや、地磁気への影響の少ない交流電化が1955年（昭和30年）から仙山線で試験され、実用化とその優位性の目途がたったため、移転は見送られ、1961年（昭和36年）に取手 - 勝田間を交流電化とし、取手 - 藤代間にデッドセクションが設けられた。引き続き1967年（昭和42年）の同水戸線の全線電化でも交流電化とし、小山 - 小田林間にデッドセクションが設けられた。また、首都圏新都市鉄道つくばエクスプレスでは、2005年（平成17年）の開業当初から守谷駅以北の区間を交流電化とした。
このほか、観測所の30 km圏内にある関東鉄道常総線・竜ヶ崎線と鹿島臨海鉄道大洗鹿島線は設備費用の問題等から非電化のままとなっており、筑波山ケーブルカーは駅構内（交流電化）を除いて電化設備を省き、車内電源を蓄電池でまかなう方式を採用している。これらについては「交流電化#茨城県内の電化と地磁気観測所」も参照のこと。
なお、女満別出張所はJR北海道石北本線沿線となるがこちらは非電化。鹿屋出張所はかつて近隣を走っていた大隅線（廃線）は非電化で、現在の最寄駅がJR九州日南線の志布志駅・日豊本線の国分駅もしくは都城駅で、前者が非電化で後者が交流電化となっているうえ、3駅とも30 km以上離れているため観測への影響は小さい。また、父島観測点は小笠原諸島に位置するため付近に鉄道はない。
一方、千葉県君津市の鹿野山には当観測所同様に地磁気観測を行う国土地理院鹿野山測地観測所が存在する。こちらでは付近のJR東日本内房線（当時・国鉄房総西線）が1969年（昭和44年）に直流電化されたが、対策として饋電区間を数キロメートル単位に細分化させ、それぞれの区間に1変電所を設置した上で絶縁する方式を採用すると共に国土地理院側も岩手県水沢市（現・奥州市）に観測所を新たに設置することで対処している。

### 見解の変化
地磁気観測には短周期観測と長周期観測の2種類があり、直流電流の影響を受けるのは短周期観測である。
長周期観測では古いデータとの接続をするための補正法がないので観測所移転は困難であるが、直流電車が走行した際に発生させるノイズの許容限界が非常に大きいので直流電化しても問題は無い。
短周期観測ではノイズの許容限界が非常に小さいため、1980年代以前までの見解では観測所移転の検討などの課題があった。1980年代に5年程度の比較観測をしたところ「新しい地点と古い地点のデータの接続ができる」ことで問題がないと判断された。このため短周期観測については必要な条件が整えば新しい観測地点へ移転できるという結論に達した。実際に短周期観測所移転の計画、ならびに取手 - 土浦間の直流電化変更の許可も存在しているようである。
その後、移転・直流電化への変更はされていない。また、この議論の後に開通したつくばエクスプレスでも、守谷 - つくば間は交流電化で開業した。